# Uroš Vilovski
Uroš Vilovski, né le 25 février 1984 à Senta, est un handballeur serbe qui évolue au poste de pivot. Après avoir été international serbe et après avoir évolué de nombreuses saisons en Hongrie notamment au Veszprém KSE, il est naturalisé hongrois et participe ainsi à l'Euro 2018 avec l'équipe nationale de Hongrie.

## Carrière

### En club
Compétitions nationales
- Vainqueur du Championnat de Hongrie (6) : 2009, 2010, 2011, 2012, 2014
- Vainqueur de la Coupe de Hongrie (4) : 2009, 2010, 2011, 2012
- Vainqueur de la Coupe de France (1) : 2013

Compétitions internationales
- Finaliste de la Supercoupe d'Europe (1) : 2008

### En équipes nationales
- 13e place au Championnat d'Europe 2010 avec la  Serbie
- 10e place au Championnat du monde 2011 avec la  Serbie
- 14e place au Championnat d'Europe 2018 avec la  Hongrie